# Carl Hellmut Fritzsche
Carl Hellmut Fritzsche (* 18. Juli 1895 in Gelsenkirchen; † 15. März 1968 in Kreuth) war ein deutscher Bergingenieur und Professor für Bergbaukunde.

## Leben

### Ausbildung
Carl Hellmut Fritzsche wurde 1895 in Gelsenkirchen als Sohn eines Oberstudiendirektors geboren. Nach der Reifeprüfung an einer Oberrealschule verfuhr er am 1. April 1913 seine erste Schicht als Bergbaubeflissener im Oberbergamtsbezirk Dortmund. 1914 begann Fritzsche ein Studium der Naturwissenschaften an der Technischen Hochschule Zürich, welches er bei Ausbruch des Ersten Weltkriegs vorerst beenden musste. Nach dem Verlassen der Schweiz meldete sich Fritzsche als Kriegsfreiwilliger, wurde aber zurückgestellt, sodass er an der Universität Bonn und dann an der Bergakademie in Freiberg sein Studium beenden konnte. Nach kurzem Militärdienst promovierte er im Dezember 1918 in Bonn mit der Arbeit über „Neue Kreidefaunen in Südamerika“ zum Doktor der Philosophie. Anschließend wurde er Assistent am Geologischen, später am Mineralogischen Institut der Universität Bonn.

### Als Regierungsberater in Südamerika
Im September 1920 nahm Fritzsche ein Angebot der chilenischen Regierung als Berater für geologische und lagerstättenkundliche Fragen an. In Chile untersuchte und begutachtete Lagerstätten aller Art, besonders Kohlengruben und Metallvorkommen. Sein Wirken war derart erfolgreich, dass sich auch private Gesellschaften von ihm geologisch, lagerstättenkundlich, bergwirtschaftlich und bergmännisch beraten ließen. Nach Ablauf des zweijährigen Vertrages mit dem chilenischen Staat setzte er seine Arbeit bis Mai 1926 als freier Gutachter und Berater in Chile und Bolivien fort.

### Rückkehr nach Deutschland
Im Mai 1926 kehrte Fritzsche nach Deutschland zurück. Kurze Zeit arbeitete er als Steiger und ging danach an die Technische Hochschule Berlin. Im November 1927 legte er eine Diplomprüfung in der Fachrichtung Bergbau mit Auszeichnung ab. Im Februar 1928 trat er in die Dienste des Bergbau-Vereins in Essen, um Fragen der technischen und wirtschaftlichen Rationalisierung des Ruhrbergbaus zu bearbeiten. Er untersuchte die Aussichten und Erfordernisse der Elektrifizierung unter Tage, die Verbesserung der Bergeversatzwirtschaft, die Möglichkeit des Strebbruchbaus sowie die Mechanisierung des Streckenvortriebs.

### Habilitation und Lehrstuhl an der TH Aachen
Im Dezember 1928 habilitierte sich Fritzsche und wurde Privatdozent an der Technischen Hochschule Aachen. Im Mai 1929 promovierte er zusätzlich an der Technischen Hochschule Berlin zum Dr.-Ing. Im Dezember 1930 wurde er zum ordentlichen Professor der Bergbaukunde an der Aachener Hochschule ernannt und im April 1931 übernahm er den Lehrstuhl von seinem Vorgänger, dem Geheimen Bergrat Dr.-Ing. E. h. August Schemann.
Gleichzeitig war er Gutachter für bergbauliche Fragen im In- und Ausland. Im Herbst 1938 bearbeitete er den ersten Band des von Fritz Heise und Friedrich Herbst begründeten Lehrbuchs der Bergbaukunde.
Am Ende des Zweiten Weltkriegs übernahm er für ein Jahr die Leitung der Zeche Bruchstraße in Bochum.

### Forschungs- und Beratungsreisen ins Ausland
Nach seiner Rückkehr an die Hochschule unternahm er mehrere Reisen nach Großbritannien, um das National Coal Board bei Modernisierungsvorhaben zu beraten. 1952 war Fritzsche fast sechs Monate in Japan. Es folgten weitere Reisen in das Steinkohlengebiet Südbrasiliens und 1960 eine Begutachtung des chilenischen Kohlebergbaus. In den USA hielt er Gastvorlesungen.
Seine Gutachtertätigkeit in Deutschland nahm an Umfang noch zu. Nach der Gründung des Steinkohlenbergbauvereins wirkte Fritzsche von 1953 bis 1964 in den Ausschüssen für Grubenausbau, Gebirgsdruckforschung und Bergeversatz.
Nachdem er am 30. September 1963 als Ordinarius emeritiert wurde, folgten weitere Veröffentlichungen und Reisen nach Südafrika und in die Sowjetunion. 1965 gab er die Geschäftsführung der Vereinigung Alter Aachener Bergakademiker ab, die er seit 1938 innegehabt hatte.
1968 starb Carl Hellmut Fritzsche während einer Kur in Kreuth am Tegernsee überraschend an einem Herzschlag.

## Ehrungen
- 1961: Dr. mont. h. c. der Montanuniversität Leoben (Steiermark)

## Veröffentlichungen (Auswahl)
- Einführung in das Studium des Bergbaus (= Winters Studienführer.) Carl Winter Universitätsverlag, Heidelberg 1951, OCLC 163146053.
- Die Eisenhütte Westfalia 1826–1951. Bielefeld 1951, OCLC 229909900.
- Lehrbuch der Bergbaukunde – mit besonderer Berücksichtigung des Steinkohlenbergbaus. Von F. Heise und F. Herbst begründet, 2 Bände. Springer-Verlag, Berlin / Göttingen / Heidelberg 1938–1962.
  - Band 1, 10. Aufl., 2012, 767 S. 574 Abb., ISBN 978-3-642-64965-3.
  - Band 2, 10. Aufl., 2012, 759 S. 599 Abb., ISBN 978-3-642-64967-7.